# 京都市交通局狭軌1形電車
京都市交通局狭軌1形電車（きょうとしこうつうきょくきょうき1がたでんしゃ）は、 かつて京都市（京都市交通局）が運営していた路面電車・京都市電で使用されていた電車。日本最初の電車事業者であった京都電気鉄道（京電）の車両が、1918年の市による買収によって引き継がれたものである。京都市によって建設された路線が標準軌であるのに対し、京電由来の狭軌（3フィート6インチ軌間）用で、1961年に廃止された堀川線（北野線）が最後の運用路線であった。

## 概要
梅鉢鉄工所製で、台車はブリル21-Eを1基装備した単車である。オープンデッキの運転台兼乗降口を前後に備え、当時は正面に窓を持たない吹きさらしであった。後に正面には窓ガラスと方向幕を持つ幕板が設置されているが、側面扉は堀川線廃止に至るまで設置されなかった。
京電の買収当時は133両を引き継いだ。1955年までは広軌1形との重複を避けるため、車体番号に「N」をつけて区別され（「N電」という通称はこれに由来）、N1 - N133となった。1919年に33両を売却。1925年までに39両が売却された。以後狭軌路線の廃止や改軌により次第に数を減らして堀川線廃止前年には28両が残っていた。この28両は1955年に改番を行い、1 - 28に番号が付け直されている（すでに広軌1形が全廃された後だったため、それまで番号の前に付いていた「N」は省略された）。堀川線廃止4か月前の1961年の3月末に6両が廃車となり、廃止に伴う7月の最終運行まで残ったのは22両だった。

## 181号車
大量に発生した余剰車両を広軌路線に転用するための活用策として、狭軌1形の部品を活用し、半鋼製の車体を新造した181号車を1929年10月に製造した。台車は狭軌時代のブリル21-Eを改軌の上使用し、新たに空気ブレーキも装備したが、200形や300形の単車と比べて車体が小型で使い難かったことから、僅か数年の使用で休車となり烏丸車庫に放置され、戦時中には貨車への改造も検討されたが実現せず、1950年3月に廃車された。

## 譲渡
ここでは譲渡先が判明している車両についてのみ述べる。
N3-N14のうちの6両
1919年（大正8年）に3両が岩村電気軌道へ、1920年（大正9年）に3両が和歌山水力電気（和歌山軌道線）へ譲渡。
- 岩村電気軌道の3両は4-6号となり、1935年（昭和10年）の廃線まで使用。
- 和歌山水力電気の3両は18-20号となり、1930年（昭和5年）に廃車。廃車後2両が沖縄電気に譲渡され同社11・12号となり、1933年（昭和8年）の廃線まで使用。

N17・N25
1930年（昭和5年）に熊本電気軌道へ譲渡され21・22号となる。後年、富山地方鉄道高岡軌道線へ譲渡。
N23・N64・N68-72・N76・N77
1928年（昭和3年）、1930年（昭和5年）、1932年（昭和7年）の3度にわたって計9両を菊池電気軌道へ譲渡。当初はN電時代の番号のまま使用された。後に1-9号に改番。
N31-N51のうちの3両
京都電燈（越前線）へ譲渡。
N81・N82・N85・N86・N88-N91・N93・N95-N98・N104・N106
太平洋戦争中、名古屋市電気局（名古屋市電）へ譲渡。N電時代の番号のまま使用され、終戦後、北陸鉄道、名古屋鉄道、秋田市交通局（秋田市電）に譲渡された（N96は戦災で廃車）。
- N81・N106 ： 北陸鉄道デ600形（2両）
- N82・N90・N91・N98・N104 ： 名古屋鉄道モ90形（5両）
- N85・N86・N88・N89・N93・N95・N97 ： 秋田市電80形（7両）

## 保存車

### 動態保存
日本国内では下記の2箇所で動態保存されている。
- 博物館明治村（愛知県犬山市）

園内で運行されている。京都市電時代はN58とN115で、改番後は8と15となった。1967年3月18日に運行開始。運行に先立ち、塗装の変更、前面窓の撤去、トロリーポール化などの改造、及び改番（8が№1、15が№2）が行われている。老朽化により№1が1988年に、№2が1990年に復元工事（車体新造）が行われ、ほぼ明治期の原型の姿となった。
- 梅小路公園（京都府京都市下京区）

27が公園内で運行されており、乗車は有料。堀川線廃止後は交通局によって保存され、公園を会場として開催された1994年9月の「第11回都市緑化フェア」の際に運行が開始された。運行開始当時は現役時と同じく架空線から集電していたが、2014年3月からはGSユアサ製のリチウムイオン電池に動力源が変更されている。

### 静態保存
廃止後に大半が近畿地方各地に引き取られ保存された。日本国内で保存されたものは年月の経過とともに多くが解体されたものの、数両が残存している。
そのうち、平安神宮神苑に保存されている2は、2020年に国の文化審議会により重要文化財の指定対象として答申された。2025年2月には境内の有料区域内から応天門近くに移設され、修復を実施し1年後をめどに無料公開される予定。
また、京都市の大宮交通公園に保存されていた1は、2020年に交野市の霊園施設に移設され、法要施設として使用される。
なお、17・19はアメリカ合衆国の南カリフォルニア鉄道博物館に渡った。

## 保存車の画像

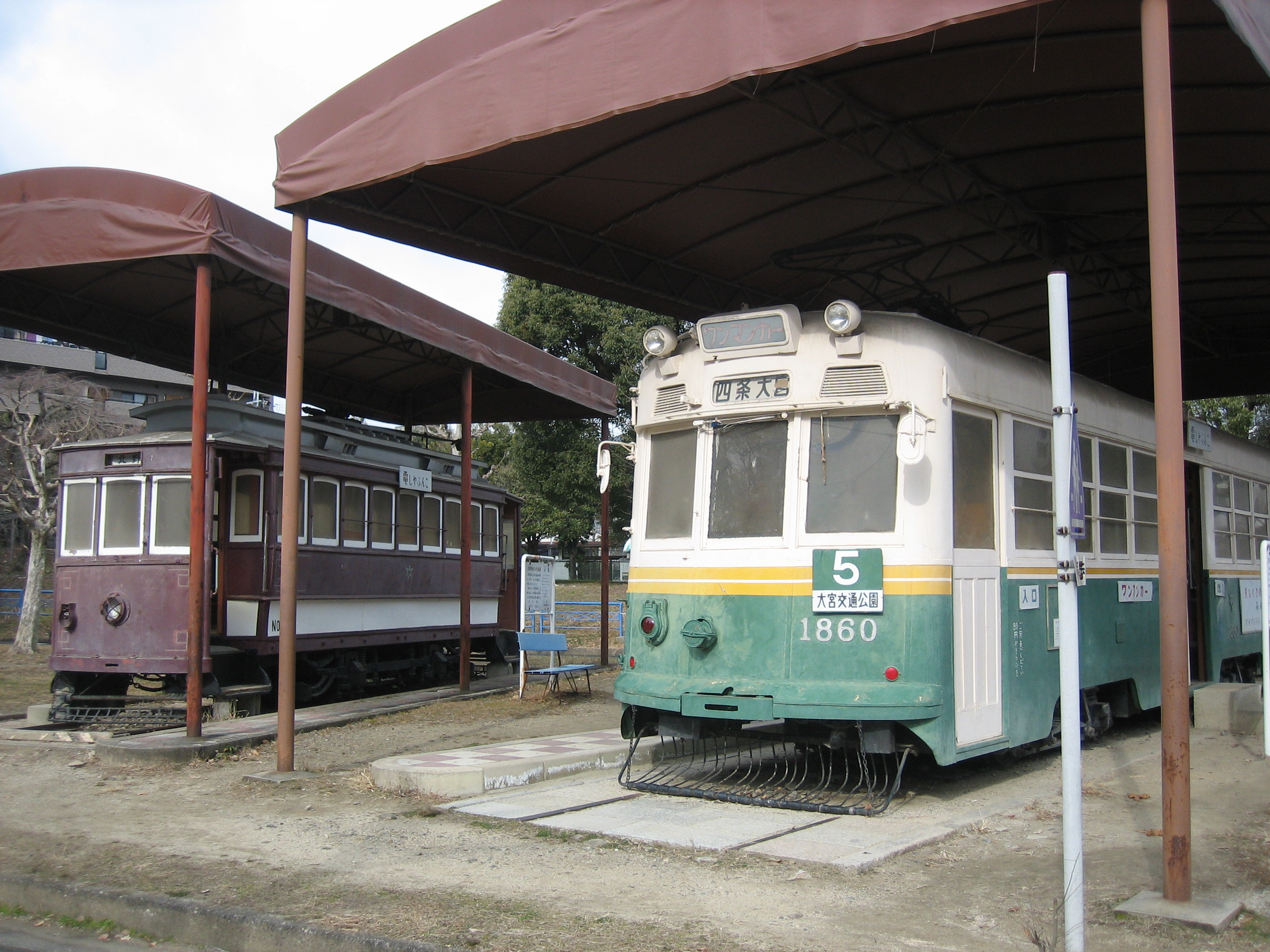
1（左） 大宮交通公園（京都市北区）※移転 かつて写真右側の1860とともに保存されていたが、大宮交通公園の再整備により2020年に大阪府交野市のハピネスパーク交野霊園に移転された。
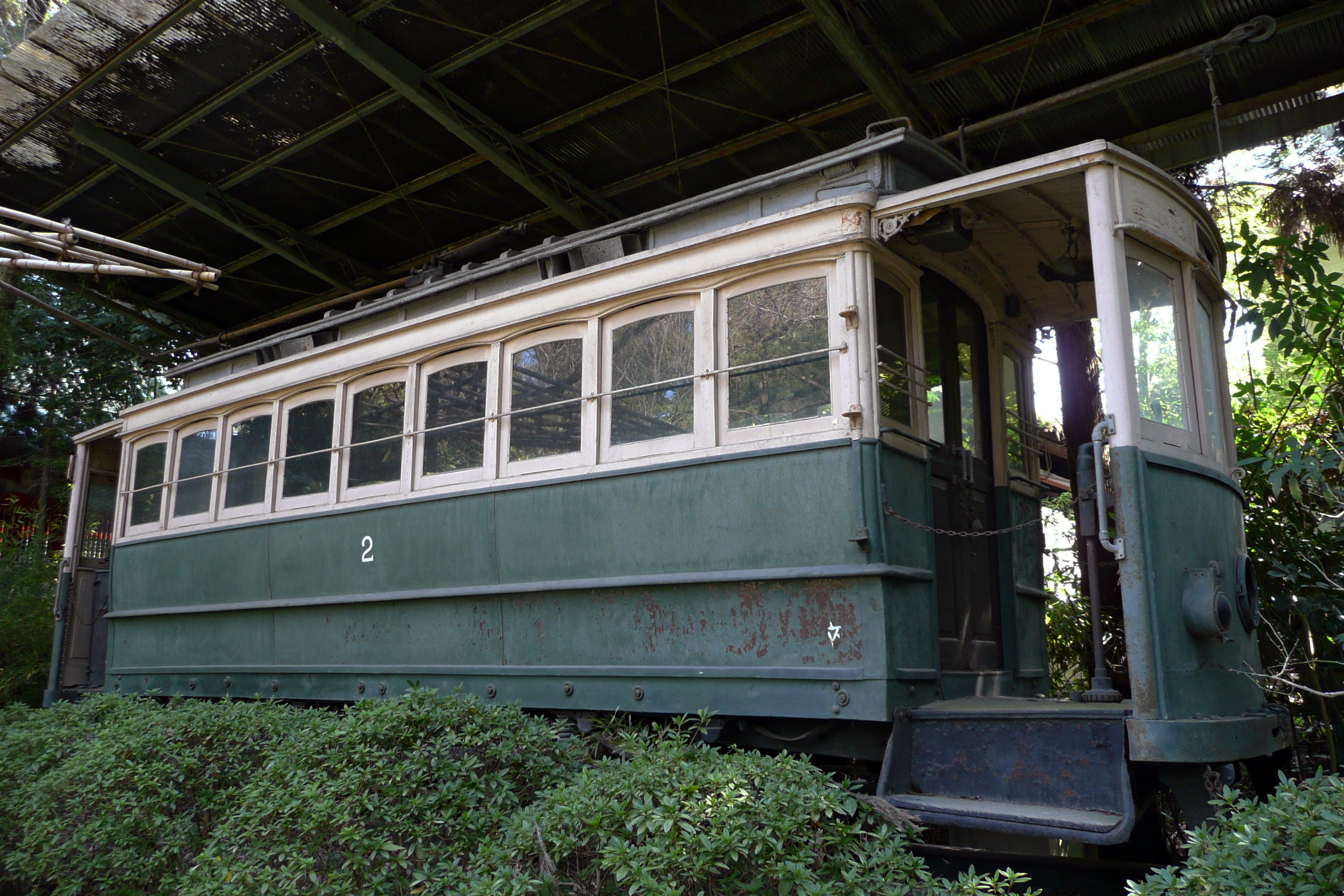
2 平安神宮南神苑（京都市左京区） 北野線廃止当時の状態で保存されている。2020年に国の重要文化財に指定された。
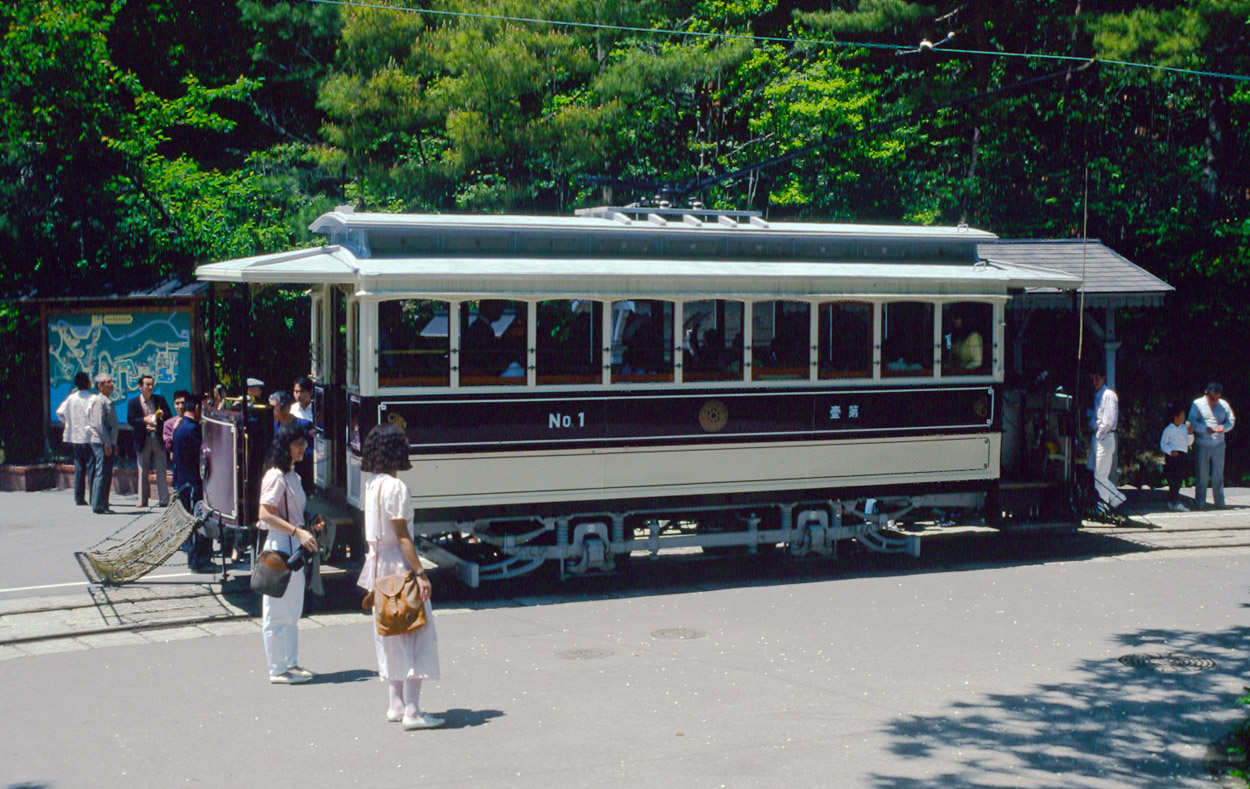
8 博物館明治村（愛知県犬山市） 動態保存
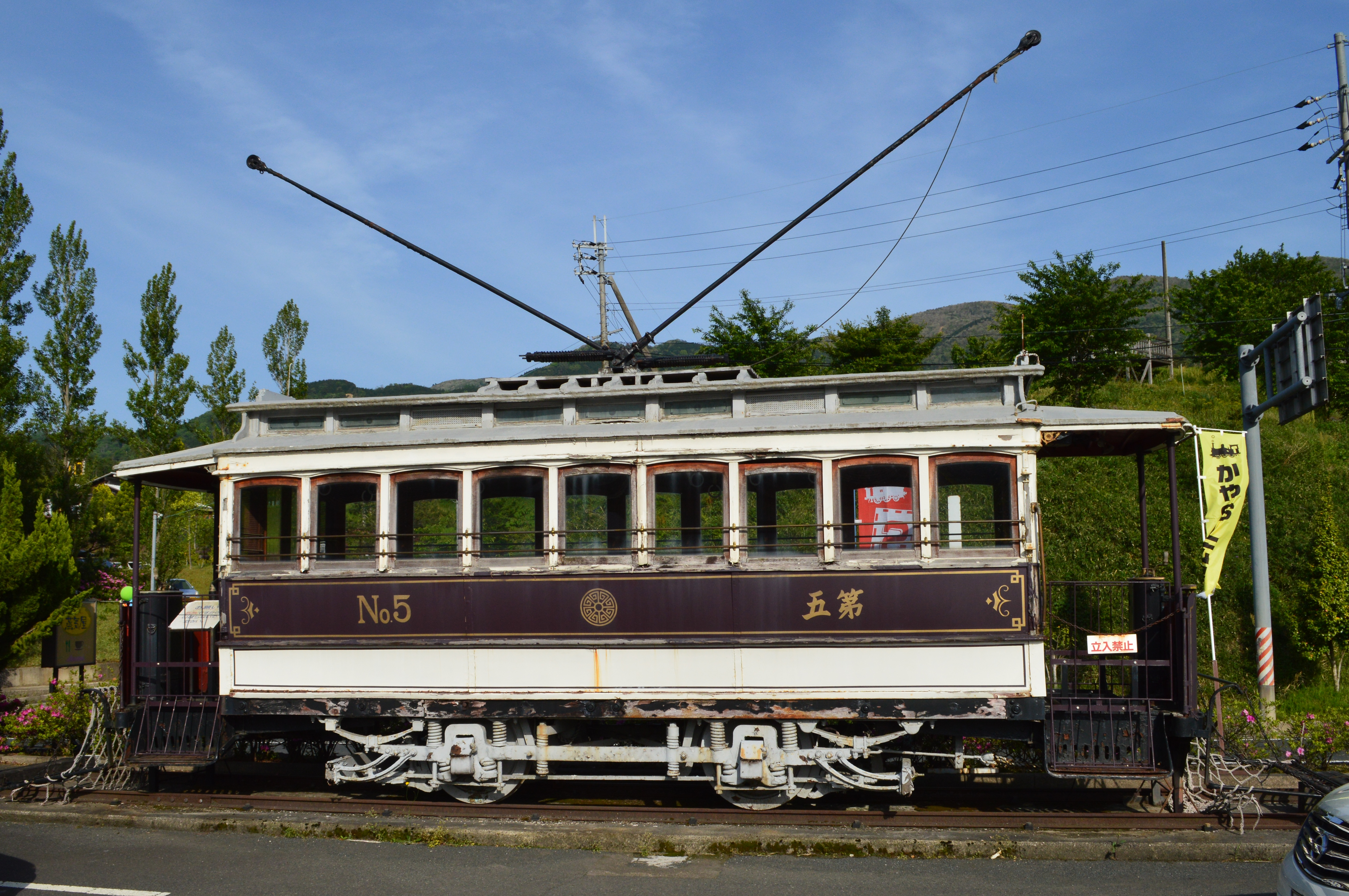
23 加悦SL広場（京都府与謝郡与謝野町） 番号が5になっている。
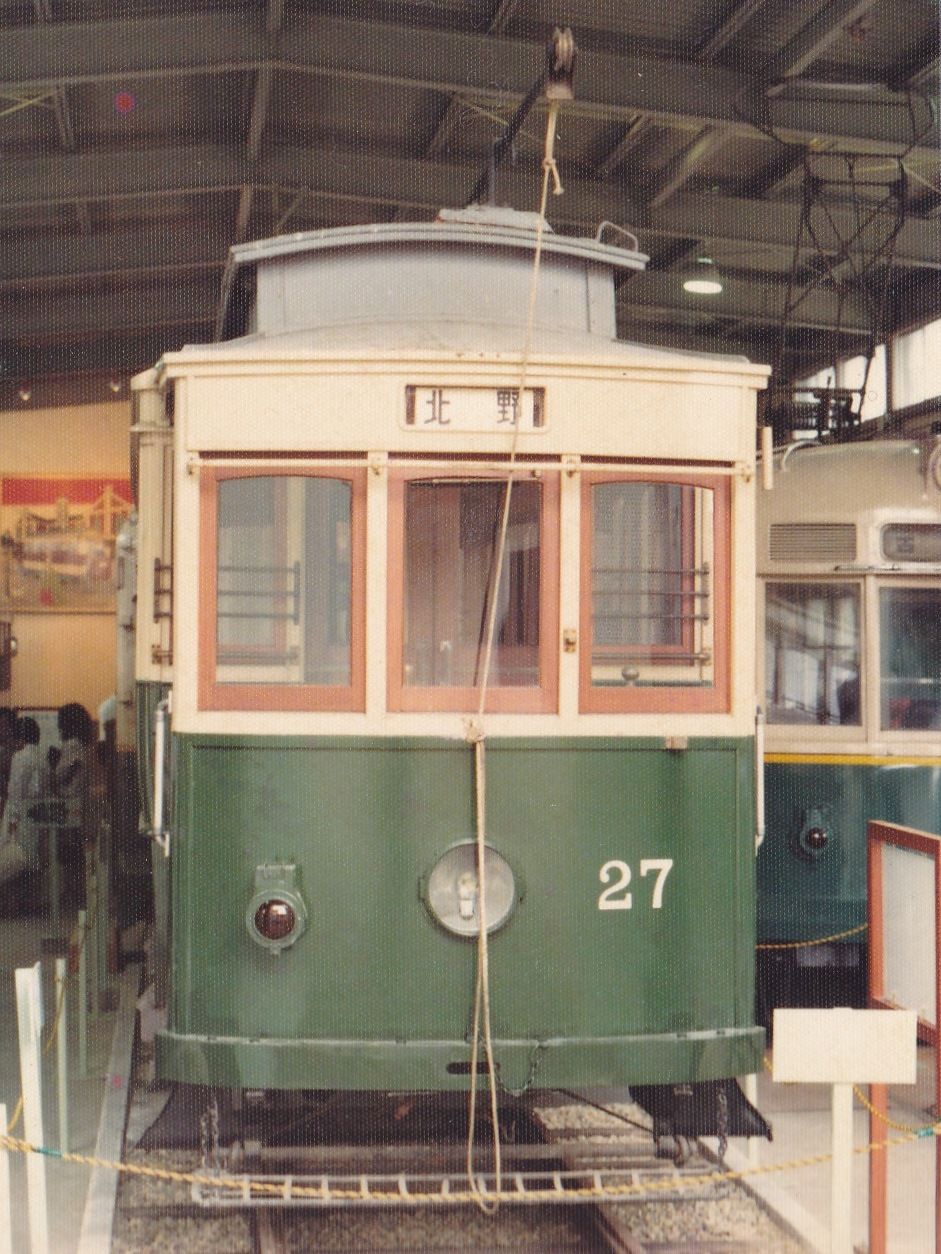
27 京都市交通局烏丸車庫 写真は1982年6月1日撮影のもので、当時は北野線廃止当時の状態で烏丸車庫で静態保存されていた。
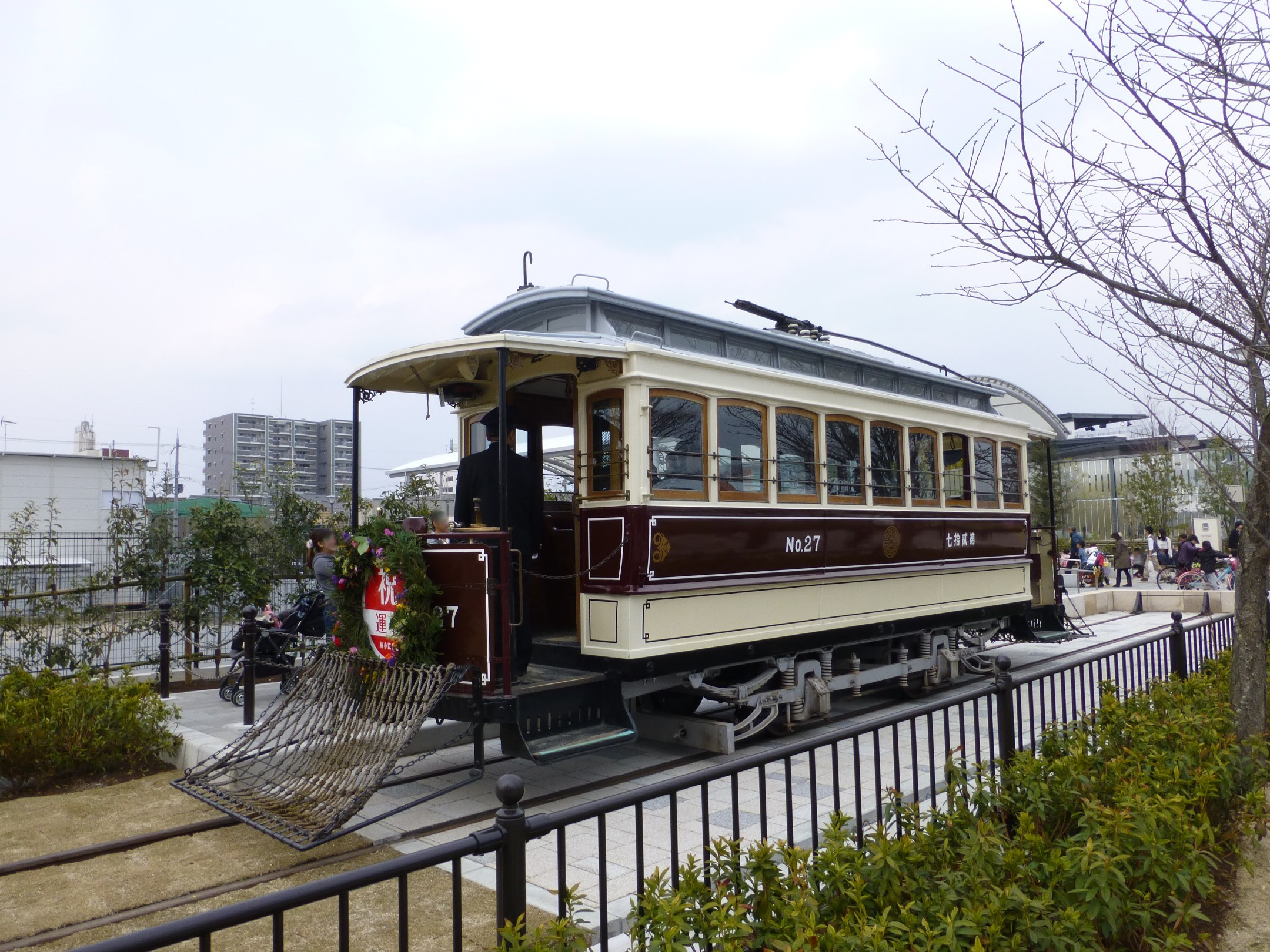
27 梅小路公園（京都市下京区） 動態保存

## 関連文献
- 『レイル』No.116（特集・京都市電北野線を振り返る）エリエイ、2020年
- 日本路面電車同好会名古屋支部 『路面電車と街並み　岐阜・岡崎・豊橋』 トンボ出版　1999年6月 ISBN 4-88716-124-7